# Max Simon
Pour les articles homonymes, voir Simon.
Max Simon (6 janvier 1899 à Breslau – 1er février 1961 à Dortmund) est un SS-Gruppenführer (lieutenant-général) et Generalleutnant der Waffen-SS durant la Seconde Guerre mondiale.

Il a été récipiendaire de la croix de chevalier de la croix de fer avec feuilles de chêne.
Simon a été un simple soldat de l'armée prussienne pendant la Première Guerre mondiale et a été l'un des premiers membres de la SS dans le début des années 1930. Il a fait carrière dans les rangs de la SS, et est devenu un chef de corps au cours de la Seconde Guerre mondiale. À la fin de la guerre, il fut capturé par les Alliés et fut inculpé dans divers procès pour crimes de guerre.

## Biographie

### Début de carrière
Simon est né à Breslau. En 1917, il rejoint l'armée royale prussienne dans le 1er régiment de cuirassiers, qui faisait partie de la 11e division d'infanterie. Il a servi en Macédoine et sur le front occidental, et se voit attribuer la croix de fer 2e classe (1914).
À la fin de la guerre, il rejoint le Freikorps en Silésie et lutte contre les forces polonaises. Son unité a été ensuite incorporée dans la Reichswehr comme 16e régiment de cavalerie et Simon est promu au grade de Unterfeldwebel (en).
En mai 1933, il rejoint la SS sous le numéro de service SS 83 086 et le numéro du parti NSDAP 1 350 576, et est affecté à la 47e SS-Standarte à Gera en étant promu Untersturmführer (lieutenant) en novembre 1934, avant d'être chargé de monter une nouvelle unité en 1935, la 1re SS Totenkopfstandarte Oberbayern comme Standartenführer (colonel).
En 1934, il est nommé commandant du camp de concentration de Sachsenburg.
En 1938, il participe à l'Anschluss de l'Autriche, à l'occupation de la Bohême et de Moravie et à l'occupation des Sudètes.

### Seconde Guerre mondiale

#### Bataille de France
Au début de la Seconde Guerre mondiale, son régiment SS, le 1er SS Totenkopfstandarte Oberbayern a été rebaptisé en octobre 1939 le 1er régiment de grenadiers de la SS Totenkopf Division, et plus tard, le 5e Panzer Grenadier Regiment en 1943. Au cours de la bataille de France, Simon a conduit son régiment à la capture de Pixie, Lyon, Orléans, Tours et Bordeaux, puis avancé à la frontière avec l'Espagne.

#### Opération Barbarossa
En juillet 1941, Simon a participé à l'invasion de la Russie (opération Barbarossa) dans le cadre du groupe d'armées Nord, en tenant Kraslava et percé la ligne de Staline, où Simon a été blessé. Dans les semaines suivant l'invasion, le régiment de Simon, au cours de la lutte contre le sud de Ilmensses, a capturé d'énormes quantités de matériel russes et fait de nombreux prisonniers. Pour les combats de la bataille de la poche de Demyansk, Simon reçoit la croix de chevalier et est promu oberführer (général de brigade).
En décembre 1942, Simon est promu de nouveau pour le grade de Brigadeführer (major-général), avant d'être nommé commandant de la 16e Panzergrenadier Division SS Reichsführer-SS.

#### 16eSS Panzergrenadier Division Reichsführer-SS
Cette nouvelle division Waffen-SS est formée en Hongrie à partir de l'ancien régiment de Simon et de la Sturmbrigade Reichsführer SS.
En juillet 1944, la Division a été déplacée vers l'Italie et a combattu les troupes britanniques dans le secteur de l'Arno, où il a gagné une réputation de stabilité et a été décisif dans les batailles dans les Apennins. La Division a également lutté contre les partisans, en massacrant à Sant'Anna di Stazzema (Lucca), le 12 août 1944, 560 civils dont 3 nourrissons et à Marzabotto, le 5 octobre 1944, 900 autres innocents. Pour son activité en Italie, Simon reçut les feuilles de chêne pour la croix de chevalier et la croix allemande en or, en octobre 1944.

#### XIIIeCorps SS
En novembre 1944, Simon a été promu au grade de SS-Gruppenführer (lieutenant général) et Generalleutnant der Waffen-SS, et reçoit le commandement du XIIIe SS Armeekorps.
Le XIIIe Corps SS est déployé dans la région Lorraine contre les forces américaines et, en décembre 1944, défend la ligne Siegfried, maintenant appelée le « mur de l'Ouest ». Il est contraint de se retirer en Sarre et dans le Palatinat, où il procède à la destruction des ponts sur le Rhin. 

En avril 1945, entre les rivières  Main et Jagst, il se heurte à la 4e division blindée US et est engagé dans de violents combats autour de la rivière Tauber en Franconie et près de Wurtzbourg et de Nuremberg. 

Le XIIIe Corps de SS combat ensuite en retraite près du Danube et autour de Munich. Sur les ordres de Simon, les ponts sur l'Isar n'ont pas été détruits, car il jugeait cette destruction inutile, la fin de la  guerre étant proche. 

Le 1er mai 1945, le XIIIe Corps de SS  se rend aux forces américaines.
Après la guerre, Max Simon a été condamné à mort par un tribunal britannique pour son rôle dans le massacre de Marzabotto. Cette sentence a été commuée plus tard en prison à vie. Simon a été gracié en 1954 et libéré de prison. Il est mort le 1er février 1961 à Lünen près de Dortmund.

## Décorations
- Croix de fer (1914) 2e classe
- Insigne des blessés (1918) en noir
- Croix de fer (1939)
  - 2e classe
  - 1re classe
- Insigne de combat d'infanterie
- Insigne de Demiansk
- Croix de chevalier de la croix de fer avec feuilles de chêne
  - Croix de chevalier de la croix de fer le 20 octobre 1941
  - avec feuilles de chêne (639e) le 28 octobre 1944
- Croix allemande en or le 9 octobre 1944
- Mentionné dans la revue Wehrmachtbericht du 21 juillet 1944
- Officier de l'ordre de la Couronne d'Italie

### Littérature
- (de) Berger, Florian. Ritterkreuzträger mit Nahkampfspange in Gold. Selbstverlag Florian Berger, 2004.  (ISBN 3-9501307-3-X).
- (de) Fellgiebel, Walther-Peer. Die Träger des Ritterkreuzes des Eisernen Kreuzes 1939-1945.  Friedburg, Germany: Podzun-Pallas, 2000.  (ISBN 3-7909-0284-5).